# Надя в Париже
«Надя в Париже» (фр. Nadja à Paris) — короткометражный документальный фильм режиссёра Эрика Ромера, снятый в 1964 году.

## Сюжет
Первый фильм Ромера, снятый в сотрудничестве с оператором Нестором Альмендросом.
Американская студентка Надя, родом из Югославии, готовит в Париже диссертацию о Марселе Прусте. Она живёт в университетском городке в Немецком доме, но в Сорбонне бывает редко, предпочитая изучать Париж, благо Латинский квартал находится в нескольких минутах езды на метро.
Надя бродит по книжным развалам и кафе левого берега, по Сен-Жермен-де-Пре, который «уже не тот», что во времена Жюльетт Греко, но где ещё можно встретить интересных людей, заглядывает в кафе де Флор, до глубокой ночи проводит время в разговорах с артистами и интеллектуалами на Монпарнасе.
Устав от рассуждений о современном искусстве (сама она не продвинулась дальше Голубого периода Пикассо), Надя отправляется в парк Бют-Шомон, привлекающий её своей уединенностью, затем проводит целые дни в простонародном районе Бельвиль, на рынках и в барах, среди простых рабочих, не озабоченных интеллектуальными проблемами. Местные не придают значения тому, что Надя иностранка, и общаются с ней как со своей.
В результате полевых исследований американка приходит к выводу, что Париж — город весьма разнообразный, дружелюбный и открытый, и в нём легко переходить из одной культурной среды в другую, причем, в конце концов, «город узнает о вас больше, чем вы о нем».
Она не собирается оставаться в Париже навсегда, но хотела бы, чтобы он всегда был с ней, поскольку пребывание в этом городе «совпадает с периодом вашей жизни, который, возможно, является самым важным, поскольку именно теперь вы освобождаетесь от всяческих влияний, и ваша индивидуальность обретает форму».
«Надя в Париже» открывает документальную серию из трех фильмов о женщинах в современной Франции, продолженную в 1966 году короткометражкой «Современная студентка».

## В ролях
- Надя Тезич — играет себя